# Henry Mchamungu
Henry Mchamungu (Legho Kilema, 8 de janeiro de 1965) é um padre católico romano tanzaniano e bispo auxiliar em Dar es Salaam .

## Vida
Henry Mchamungu estudou filosofia no Seminário Maior de Ntungamo em Bukoba de 1986 a 1988 e teologia católica no Seminário de São Paulo em Kipalapala de 1989 a 1994. Em 24 de junho de 1994, recebeu o sacramento da ordenação sacerdotal para a Arquidiocese de Dar-es-Salaam.
Mchamungu serviu inicialmente como Secretário-Geral da Arquidiocese de Dar es Salaam e Diretor do Escritório de Pastoral Vocacional antes de se tornar formador no Seminário Sênior St. Charles Lwanga, em Segerea , em 1998. Após estudos adicionais, obteve a Licenciatura em Direito Canônico pela Universidade Católica da África Oriental, em Nairóbi , em 2001. Posteriormente, atuou como professor no Seminário Sênior Segerea e como funcionário da Arquidiocese de Dar es Salaam. Em 2006, Henry Mchamungu foi enviado à Áustria, onde obteve seu doutorado em Direito Canônico em 2011 pela Universidade Católica Privada de Linz, sob a orientação de Severin Lederhilger, OPraem, com sua tese " Determinação para o Casamento e Consentimento Matrimonial : Força e Medo (cânone 1103) no Contexto dos Costumes Tribais de Chagga na Tanz". Após retornar à sua terra natal, Mchamungu tornou-se novamente professor no Seminário Sênior de Segerea, bem como presidente do tribunal eclesiástico interdiocesano e secretário da comissão jurídica da Conferência Episcopal da Tanzânia.
Em 7 de julho de 2021, o Papa Francisco o nomeou bispo titular de Tanaramusa e bispo auxiliar de Dar es Salaam. O arcebispo de Dar es Salaam, Jude Thaddaeus Ruwa’ichi, O.F.M.Cap., consagrou-o e a Stephano Musomba, O.S.A. ordenação episcopal em 21 de setembro do mesmo ano no terreno do Centro Msimbazi em Dar es Salaam ; os co-consagradores foram o bispo de fakara , Salutaris Melchior Libena, e o bispo de Zanzibar, Augustine Ndeliakyama Shao, C.S.Sp..